# Форма государственного устройства
Фо́рма госуда́рственного устро́йства — способ административной и территориальной организации (строения, устройства) государства или государств, образующих союз (федерацию). 
Форма (организация) государственного устройства определяет внутреннее строение (устройство) государства, деление его на составные части (территории, края, области и так далее) и принципы их взаимоотношения между собой и центром. Для характеристики территориальной организации федеративного государства чаще применяется термин «политико-территориальное устройство», поскольку он подразумевает наличие некоторой самостоятельности у территориальных частей государства. В то же время в отношении унитарного государства чаще используется термин «административно-территориальное устройство», характеризующий территориальную структуру органов государственной власти унитарного государства. Оба названных термина являются синонимами термина «форма государственного устройства» и применяются по отношению к нему с одинаковым значением.

## Виды
В зависимости от наличия либо отсутствия (ограничения) суверенитета у составных частей государства (территорий, краёв, областей, районов и так далее) государственное устройство делится на:
- Простая форма (унитарное государство);
- Сложная форма (федерация, конфедерация).

Не относятся к формам государственного устройства межгосударственные объединения, содружества и сообщества государств (например БРИКС, Европейский союз и так далее), но вместе с тем в большинстве курсов по теории государства и права они рассматриваются и изучаются в рамках данного института.

## Унитарное государство
Унитарное государство (от лат. «unitas» — единство) — простое, единое государство, которое характеризуется отсутствием у административно-территориальных единиц признаков суверенитета.

#### Отличительные признаки унитарного государства
1. Вся полнота государственной власти сосредоточена на общенациональном уровне, региональные власти не имеют самостоятельности;
2. Органы государственной власти строятся в виде единой иерархичной системы с подчинением одному центру (законодательный орган имеет однопалатную структуру);
3. Одноуровневая система законодательства (существует единая конституция на уровне всей страны);
4. Наличие единого гражданства.

#### Виды унитарных государств

Унитарные государства на карте мира

- Простое унитарное государство — в составе нет автономных образований, территория такого государства либо вообще не имеет административно-территориального деления (Мальта, Сингапур), либо состоит только из подчинённых административно-территориальных единиц (Польша, Словакия, Алжир).
- Сложное унитарное государство — имеет в составе одно или несколько автономных образований (Узбекистан, Китай).

Также в зависимости от степени подчинения административно-территориальных единиц унитарного государства центральным органам власти выделяют:
- Централизованное унитарное государство — строгая субординация органов местного самоуправления, которые формируются из центра, их самостоятельность минимальна (Монголия, Таиланд, Индонезия).
- Децентрализованное унитарное государство — органы местного самоуправления самостоятельно формируются и выбираются населением, общенациональным органам они прямо не подчинены, но подотчётны (Великобритания, Швеция, Япония).

#### Регионалистское государство
Регионалистское государство (также региональное) — сильно децентрализованное унитарное государство, в котором все административно-территориальные единицы являются автономными образованиями и наделены довольно широкими полномочиями. Они имеют больше самостоятельности в решении государственных вопросов, в чём прослеживается некоторое их сходство с субъектами федерации. Такая форма в настоящее время встречается только в четырёх странах: Италия, Испания, Шри-Ланка, ЮАР.
Регионалистское государство имеет некоторые характерные черты федерации, поэтому его можно рассматривать как специфическую переходную форму от унитаризма к федерализму, происходящего в рамках одного государства. Все территориальные части в таких государствах имеют характер территориальной автономии и наделены правом создавать свои администрации, избирать региональные парламенты (местные законодательные собрания и ассамблеи), издавать законодательные акты по отдельным вопросам. В ЮАР, например, все 9 провинций наделены правом принимать свои собственные конституции. Центральная власть государства обычно назначает своего представителя в регионе — губернатора или комиссара. Однако их полномочия в различных странах неодинаковы: в Италии и ЮАР они незначительны и имеют скорее номинальный характер; в Шри-Ланка, напротив, очень широки и могут включать даже наложение вето на некоторые принимаемые регионом законы. В Испании контроль за регионами в большей степени осуществляется конституционным судом.

## Федерация
Федерация (от лат. «foederatio» — объединение, союз) — сложное, союзное государство, части которого являются государственными образованиями с ограниченным государственным суверенитетом. Строится на распределении функций управления между центром и субъектами федерации.

#### Отличительные признаки федеративного государства
1. Предметы ве́дения и полномочия разделены между государством в целом (федерацией) и его составными частями (субъектами федерации), существует также совместная компетенция по отдельным вопросам.
2. Двухуровневая система органов государственной власти, в соответствии с которой отдельно существуют федеральные органы и органы субъектов федерации (парламент на уровне федерации имеет двухпалатную структуру: верхняя палата представляет интересы субъектов федерации; кроме того, субъекты также формируют свои местные парламенты).
3. Двухуровневая система законодательства (Конституция и законы существуют как на уровне федерации, так и на уровне каждого субъекта).
4. Наряду с общефедеральным гражданством, у субъектов федерации может существовать и собственное гражданство[12][13]. Наличие отдельного гражданства у субъектов федерации объясняется процессом формирования государства и историческими особенностями возникновения союза либо на основе договора ранее независимых государств, либо путём принятия общей Конституции, когда прежде существовавшее гражданство составных частей федерации сохранялось как производное по отношению к общефедеральному[14]. Согласно Четырнадцатой поправке к Конституции США, все лица, родившиеся или натурализованные на территории страны и находящиеся под её юрисдикцией, являются гражданами Соединённых Штатов и штата, в котором они проживают. Кроме того, существует обратная ситуация, когда общефедеральное гражданство подчинено гражданству составных частей федерации и является по отношению к ним производным[14]. К примеру, статья 37 Конституции Швейцарии гласит, что швейцарской гражданкой или швейцарским гражданином является та или тот, кто обладает правом гражданства общины и правом гражданства кантона. Ранее двухуровневая система гражданства существовала в социалистических федерациях: СССР, Чехословакии и Югославии[14].

#### Виды федераций

Федерации на карте мира

По способу образования субъектов федерации, выделяются:
- Территориальная федерация (административная) — федеративное государство, в котором все составляющие его субъекты образованы по географическим, историческим, экономическим и иным особенностям (США, Бразилия, Мексика).
- Национальная федерация — федеративное государство, составные части которого разделены по национально-лингвистическому критерию на основе проживающих в них различных народов (Бельгия, Индия, в прошлом Союз ССР и Югославия).
- Национально-территориальная федерация (смешанная) — федеративное государство, в основу формирования которого положен и территориальный, и национальный принципы образования субъектов (Россия, Канада).

По способу образования самой федерации, выделяются:
- Конституционная федерация — федерация, образованная в результате децентрализации унитарного государства, в основе которого лежит специально принятая Конституция (Пакистан, Индия, Югославия, Чехословакия).
- Договорная федерация (союзная) — федерация, образованная в результате объединения независимых государств на основе союзного договора (США, ОАЭ, СССР).
- Смешанная федерация (конституционно-договорная) — государство, в котором процессы децентрализации и объединения протекают параллельно, в результате чего в основе государства лежат одновременно как договорный, так и конституционный способы образования федерации (Россия).

В зависимости от правового статуса субъектов федерации, выделяются:
- Симметричная федерация — субъекты обладают равным объёмом полномочий и одинаковым правовым положением в рамках федерации.
- Асимметричная федерация — некоторые субъекты имеют более высокий статус и, как следствие, обладают бо́льшим объёмом полномочий.
- Симметричная федерация с элементами асимметрии — наличие в составе федерации различных автономных образований.

В зависимости от соотношения объёма полномочий федерации и её субъектов, выделяются:
- Централизованная федерация — обладающая бо́льшим, чем её субъекты, объёмом подробно определённых полномочий.
- Децентрализованная федерация — в которой круг полномочий её субъектов подробно определён, а все иные полномочия являются федеральными по остаточному принципу.

В зависимости от характера связи федерации и её субъектов, выделяются:
- Дуалистические федерации — в Конституциях которых определены лишь вопросы исключительного ве́дения федерации и её субъектов отдельно.
- Кооперативные федерации — в Конституциях которых, помимо вопросов исключительного ве́дения федерации и её субъектов, также определены вопросы их совместного ве́дения.

## Конфедерация
Конфедерация (от позднелат. «confoederatio» — союз, объединение) — союз государств, создаваемый для достижения политических, экономических, культурных и прочих целей. Является переходной формой государства, в дальнейшем или же преобразуется в федерацию, или же снова распадается на ряд унитарных государств (как это стало с Объединённой Арабской Республикой и Сенегамбией).
В своё время конфедерациями были Конфедеративные Штаты Америки (1861–1865), Германия (1815 - 1867), Швейцария (1815 - 1848). В настоящий момент в качестве конфедерации, с определённой долей условности, можно рассматривать Союзное государство России и Белоруссии. Современная Швейцария, согласно Конституции, формально продолжает называться конфедерацией, хотя фактически это уже давно федеративное государство.

#### Признаки конфедерации
1. Составные части являются суверенными государствами, обладающими всей полнотой государственной власти.
2. Каждое союзное государство имеет собственную систему органов власти и вооружённые силы — на уровне конфедерации образуются лишь высшие координирующие органы.
3. Каждое союзное государство имеет собственную Конституцию и систему законодательства — на уровне конфедерации может приниматься своя Конституция, но единое законодательство, как правило, не создаётся (любое решение единого конфедеративного органа требует утверждения каждым государством-членом).
4. Отсутствует единое гражданство конфедерации.
5. Каждое государство имеет право выхода из конфедерации при достижении своих целей.

## Формы межгосударственных образований
- Содружество — организационное объединение суверенных государств в целях долговременного и взаимовыгодного сотрудничества, для которого характерно наличие общих признаков и определённой степени однородности в политической, экономической, правовой, культурной и языковой сферах[15]. В будущем содружество может перерасти либо в конфедерацию, либо в федерацию. В целом содружество схоже с конфедерацией, но имеет существенное отличие от неё прежде всего, в том, что политическая, экономическая, социальная и иная интеграция характеризуется устойчивостью, при этом существование объединения не ставится в зависимость от достижения какой-либо цели, в то время как конфедерация — это всегда временный союз государств, цель объединения которых конкретно определена. В качестве примера обычно приводится Британское Содружество. Также сюда некоторые относят Европейский союз[16], представляющий собой устойчивое объединение государств, цель интеграции которых имеет длящийся характер; кроме того, в рамках объединения созданы свои органы власти и формируется система законодательства, закрепляется приоритет общеевропейского законодательства над национальным. Существует мнение, что Европейский союз в будущем может преобразоваться в федеративное государство[17].
- Протекторат — основанное на соглашении неравноправное объединение государств, в котором более слабое государство передаёт право осуществления части принадлежащих ему суверенных прав (как правило, внешнюю политику и обеспечение безопасности) в пользу более сильного на условиях сохранения собственной государственности и получения взамен политической, военной, финансовой и иной поддержки.
  - Ассоциированное государство — вид протектората, представляющий собой переходную форму внешней зависимости подчинённой территории, которая находится между статусами колонии и самостоятельного государства. Подобные отношения существуют, к примеру, у Пуэрто-Рико с США, у Монако с Францией, у Ватикана с Италией.
- Доминион — самоуправляемая колониальная территория в составе монархии, имеющая большу́ю степень самостоятельности. Доминионами, зачастую, выступают территории получившие независимость, но при этом продолжает признавать прежнего монарха в качестве главы государства. Подобный статус имели бывшие самоуправляемые территории Британской Империи: Австралия, Канада, Новая Зеландия, Южно-Африканский Союз, Ньюфаундленд; в настоящий момент — члены Британского Содружества.
- Кондоминиум — совместное владение или управление определённой территорией (государством) двумя или несколькими государствами, основанное на договоре (Англо-Египетский Судан до 1956 года, в настоящее время под совместным управлением Франции и Испании находится Андорра).
- Уния — общность нескольких монархических государств, возглавляемая одним монархом.
  - Личная уния — устанавливается между монархическими государствами, как правило случайно, в результате того, что одно и то же лицо становится одновременно наследником двух монархов в разных государствах, в которых условия и порядок престолонаследия различны (уния Великобритании с Ганновером, уния Голландии с Люксембургом в XIX веке).
  - Реальная уния — форма объединения нескольких монархий, в которой законодательством государств устанавливается специальный порядок престолонаследия, предусматривающий, что наследник трона в одной стране является одновременно наследником во всех государствах, составляющих унию (Австро-Венгрия, уния Норвегии и Швеции).
- Империя — созданное военным путём сложное колониальное государство, управляемое метрополией. Такими были в своё время Римская Империя, Британская Империя, Российская Империя, Османская Империя, Цинская империя.
- Фузия — временная переходная форма государства, представляющая собой слияние нескольких государств[18], населённых одним этносом, которые ранее входили в единое государство (объединение ФРГ и ГДР в 1990 году, воссоединение Южного и Северного Вьетнама в 1976 году, а также Южного и Северного Йемена в 1990 году).